# Тра ла Рива (Парма)
Тра ла Рива је насеље у Италији у округу Парма, региону Емилија-Ромања.
Према процени из 2011. у насељу је живело 11 становника. Насеље се налази на надморској висини од 845 м.